# Europeiska unionens allmänna miljöhandlingsprogram
Europeiska unionens allmänna miljöhandlingsprogram är en serie handlingsprogram som anger Europeiska unionens prioriterade mål inom miljöpolitik. Det första handlingsprogrammet antogs under 1970-talet. Sedan dess har nya handlingsprogram antagits med jämna mellanrum. 2013 antogs ett handlingsprogram för perioden fram till 2020. Ett nytt handlingsprogram för perioden fram till 2030 antogs 2022.
Det allmänna miljöhandlingsprogrammet antas av Europaparlamentet och Europeiska unionens råd i enlighet med det ordinarie lagstiftningsförfarandet med artikel 192.3 som rättslig grund. Mot bakgrund av handlingsprogrammet antas sedan specifika åtgärder.

## Mål i 2022 års miljöhandlingsprogram
De mål som fastställs i 2022 års miljöhandlingsprogram innefattar följande sex punkter:
- ”Snabbt och förutsägbart minska växthusgasutsläppen och samtidigt förbättra upptag genom naturliga sänkor i unionen, för att uppnå 2030 års mål för minskning av växthusgasutsläppen i enlighet med förordning (EU) 2021/1119, i linje med unionens klimat- och miljömål och samtidigt säkerställa en rättvis omställning där ingen lämnas utanför.”

- ”Göra fortsatta framsteg när det gäller att förbättra och integrera anpassningsförmågan, inbegripet på grundval av ekosystemansatser, bygga upp motståndskraften och anpassningen och minska sårbarheten för klimatförändringar i miljön, samhället och inom alla ekonomiska sektorer, samtidigt som man förbättrar förebyggandet av, och beredskapen för, väder- och klimatrelaterade katastrofer.”

- ”Göra framsteg mot en välfärdsekonomi som ger tillbaka mer till planeten än den tar, och påskynda omställningen till en giftfri cirkulär ekonomi med regenerativ tillväxt, där resurser används effektivt och hållbart och där avfallshierarkin tillämpas.”

- ”Eftersträva nollföroreningar, även med hänsyn till skadliga kemikalier, i syfte att uppnå en giftfri miljö, inbegripet för luft, vatten och mark, såväl som ljus- och bullerföroreningar, samt skydd för människors, djurs och ekosystems hälsa och välbefinnande mot miljörelaterade risker och negativa konsekvenser.”

- ”Skydda, bevara och återställa den biologiska mångfalden i havet, på land och i inlandsvatten, både i och utanför skyddade områden, bland annat genom att stoppa och vända förlusten av biologisk mångfald och förbättra tillståndet för ekosystemen och deras funktioner och de tjänster de tillhandahåller och genom att förbättra tillståndet för miljön, särskilt luft, vatten och mark, samt genom att bekämpa ökenspridning och markförstöring.”

- ”Främja miljömässiga aspekter av hållbarhet och väsentligt minska viktiga miljö- och klimatpåfrestningar i samband med unionens produktion och konsumtion, särskilt på områdena energi, industri, byggnader och infrastruktur, rörlighet, turism, internationell handel och livsmedelssystem.”